# Mariner of the Seas
Mariner of the Seas — пятое круизное судно класса Voyager, находящийся в собственности компании Royal Caribbean Cruises Ltd. и эксплуатируемый оператором Royal Caribbean International был построен в 2003 г. в Финляндии  в Турку на верфях Aker Yards (с осени 2008 г.: STX Europe Cruise). Судами-близнецами являются Voyager of the Seas, Explorer of the Seas, Adventure of the Seas и Navigator of the Seas. Крёстной матерью судна стала американская спортсменка-инвалид Джин Дрисколл (Jean Driscoll). 

## История судна
Судно было построено под заводским номером 1348 в 2003 г. в Финляндии  в Турку на верфях Kvaerner Masa-Yards Inc., Turku New Shipyard (с осени 2008 г.: STX Europe Cruise) и передано заказчику 29 октября 2003 г. Оператором является Royal Caribbean International, дочернее предприятие Royal Caribbean Cruises Ltd., являющейся второй по размеру круизной компанией мира.
Первый рейс состоялся 16 ноября 2003 г. В 2011 г. судно выходит из итальянского порта Чивитавеккья (Рим) и заходит в порты Италии, Греции, Турции и Израиля. На зиму запланирован переход в порт Галвестон (Техас) и постановка в сухой док в апреле 2012 г. с позднейшим возвращением в Средиземное море.
В 2016-м году компания объявила привязку судна к юго-восточной Азии. Большая часть круизов будет начинаться из порта Сингапура.

## Развлечения на борту
- Особенности:
  - ресторан в стиле 50-х Johnny Rockets®
  - итальянский ресторан Portofino
  - круглосуточно открытый королевский променад
  - Casino RoyaleSM
  - ледовая дорожка
  - стенка для скалолазания (скалодром)
  - баскетбольная площадка оригинального размера
  - мини-гольф на 9 лунок